# Милославич, Диана
Диана Мириам Милославич Тупак (исп. Diana Miriam Miloslavich Túpac) — перуанская писательница, защитница прав женщин, феминистка, политический и государственный деятель. Министр по делам женщин и уязвимых групп населения Перу с 8 февраля 2022 года.

## Биография
Училась на факультете литературы и гуманитарных наук Университета Сан-Маркос (UNMSM) в городе Лима.
В течение 30 лет работала в некоммерческой организации Перуанский женский центр «Флора Тристан» (Centro de la Mujer Peruana Flora Tristán).
В 1993 году опубликовала книгу María Elena Moyano. Perú, en busca de una esperanza об убитой в 1992 году феминистке Марии Елене Мояно; Диана Милославич была подругой Мояно и выступила в качестве составителя и редактора книги. В 2000 году опубликован английский перевод — The Autobiography of María Elena Moyano: The Life and Death of a Peruvian Activist («Автобиография Марии Елены Мояно: Жизнь и смерть перуанской активистки»). В 2012 году опубликовала книгу Literatura de mujeres: una mirada desde el feminismo.
8 февраля 2022 года назначена министром по делам женщин и уязвимых групп населения Перу в правительстве Анибаля Торреса. Сменила Кати Угарте Мамани (Jhakeline Katy Ugarte Mamani).